# Плинианское извержение

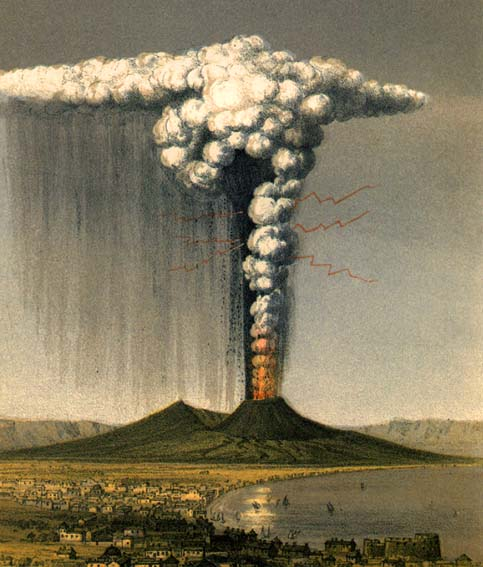
Картина 1822 года, изображающая извержение Везувия

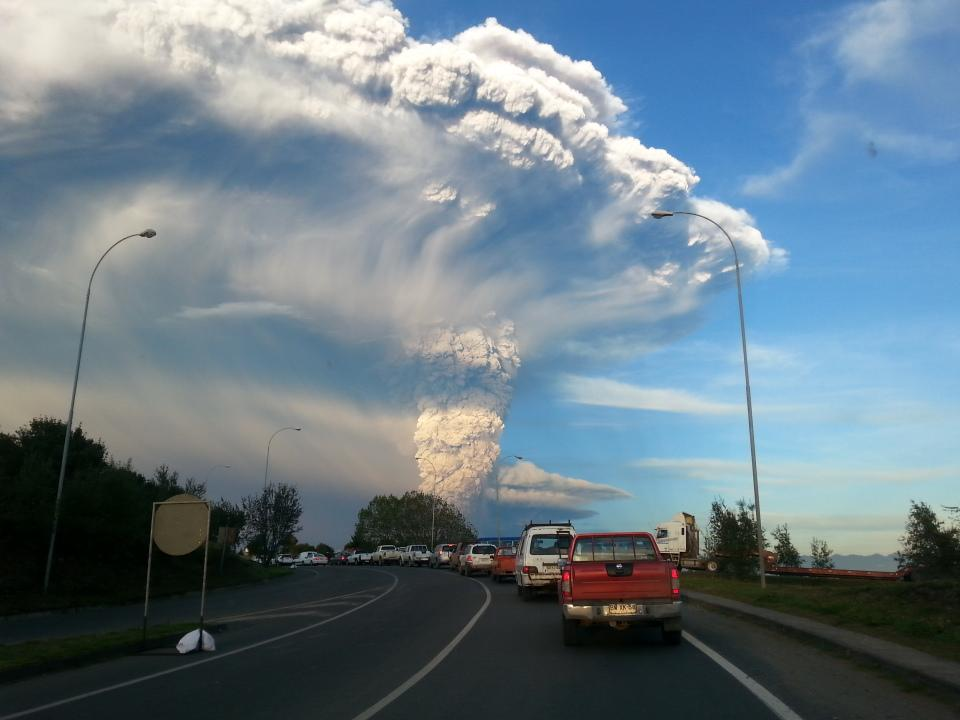
Субплинианское извержение вулкана Кальбуко с высотой эруптивной колонны 15 км, апрель 2015 года

Плинианское извержение — тип извержения вулкана, при котором имеют место мощные и продолжительные выбросы фрагментированной лавы в виде газово-пепловой смеси под большим давлением. Плинианские извержения являются самым энергетически насыщенным видом вулканической активности, сопровождаются массивными пепельными осадками на больших площадях вокруг вулкана и на значительном удалении от него.
Название происходит от имени римского учёного Плиния Старшего, погибшего в процессе наблюдения за извержением Везувия. Его племянник, Плиний Младший, описал извержение Везувия и гибель Помпей и Геркуланума в 79 году н. э. в двух письмах римскому историку Публию Корнелию Тациту.

## Основные сведения
В течение нескольких часов при плинианском извержении на поверхность через вулканические каналы может быть выброшено несколько кубических километров магмы. Огромное давление и выходящие газы пробивают остатки закупоривавших вулкан слоёв, выбрасывая в воздух горячую лаву и каменные глыбы из кратерных стенок. Поток лавы выстреливает на поверхность со скоростью до нескольких сотен метров в секунду и образует над кратером эрупционную (эруптивную; лат. eruptio «извержение») колонну, высотой в несколько десятков километров, достигающую стратосферы.
В зависимости от высоты эруптивной колонны и объёма выброшенного материала разделяют субплинианские, плинианские и ультраплинианские извержения. К первым относят извержения с высотой эруптивной колонны от 10 до 20 км, к двум последним — извержения с высотой эруптивной колонны свыше 20 км. Обязательным условием принадлежности к любому из этих классов является непрерывный процесс извержения продолжительностью не менее одного часа, в течение которого происходит постоянное сохранение высоты эруптивной колонны в указанных выше пределах. При обычных субплинианских извержениях объём выбросов составляет 0,1-1,0 км³, при плинианских — 1,0-10,0 км³, если при плинианском извержении было выброшено свыше 10 км³ тефры, то его относят к ультраплинианским.
Считается, что согласно шкале вулканической активности плинианские извержения имеют индекс эксплозивности VEI 4, 5 или 6, субплинианские — VEI 3 или 4, а ультраплинианские — VEI 6, 7 или 8. Данное соотнесение достаточно условно, потому как шкала вулканической активности является мерой количества выброшенного материала при извержениях, а не их интенсивности. Но если рассматривать индекс эксплозивности как резерв магмы вулкана при его извержении, то эта привязка указывает, какого типа плинианское событие может произойти при выбросе данного количества лавы. Среди вулканических извержений плинианские являются достаточно редким явлением, потому как для их начала требуется совпадение следующих специфических обстоятельств — в магматической камере должно произойти возрастание давления по какой-то причине, а конфигурация и слагающие породы магматического канала должны быть способны обеспечивать его стабильность при падении в нём давления по причине прямого стравливания магмы в эруптивной колонне. Таким образом, можно сказать, что ультраплинианские извержения вероятны в случае так называемых супервулканов — плоских вулканов над огромными магматическими резервуарами, таких как Йеллоустонская кальдера. Для стратовулканов, образующих, в том числе, Тихоокеанское вулканическое огненное кольцо, характерны более слабые субплинианские и плинианские извержения с ме́ньшими индексами эксплозивности из-за ме́ньшего размера их магматических камер. Такой тип извержения демонстрировал, например, итальянский Везувий в 79 году. В целом, на Земле повторяемость субплинианских извержений составляет примерно раз в год, в то время как плинианские извержения происходят примерно каждые десять лет.
Особенностью плинианских извержений является то, что они могут происходить без ранних предвестников и отличаться скоротечностью развития вулканического процесса — первую сейсмическую активность в районе вулкана от начала его извержения может отделять всего 2-3 часа. В случае разрушения магматического канала или его перекрытия извержение может просто прекратиться, в том числе временно (Кальбуко, 2015 год). Также завершение плинианских извержений может происходить в виде смены его типа на пелейский (Везувий, 79 год), либо в виде сильного фреатического взрыва (Аскья, 1875 год).

## Фреатоплинианские извержения
При наличии в кратере над вулканом крупного озера или при плинианском извержении на дне относительно неглубокого водоёма, выделяют также фреатоплинианские извержения. При контакте с водой движущийся с большой скоростью лавовый поток снижает свою температуру, но за счет испарения большого количества воды его вертикальная скорость значительно увеличивается. В ходе этого процесса происходит полная фрагментация магмы, а за счет очень большой скорости её движения и сильного измельчения частиц тефры — радиус разлета пепла значительно увеличивается. К фреатоплинианским относят начальную стадию кальдерообразующего извержения примерно 6450 г. до н.э., при котором образовались современное Курильское озеро и отложения вулканического пепла в его окрестностях. Другим примером является субплинианское извержение вулкана Аскья 1875 года.

## Плинианский эквивалент

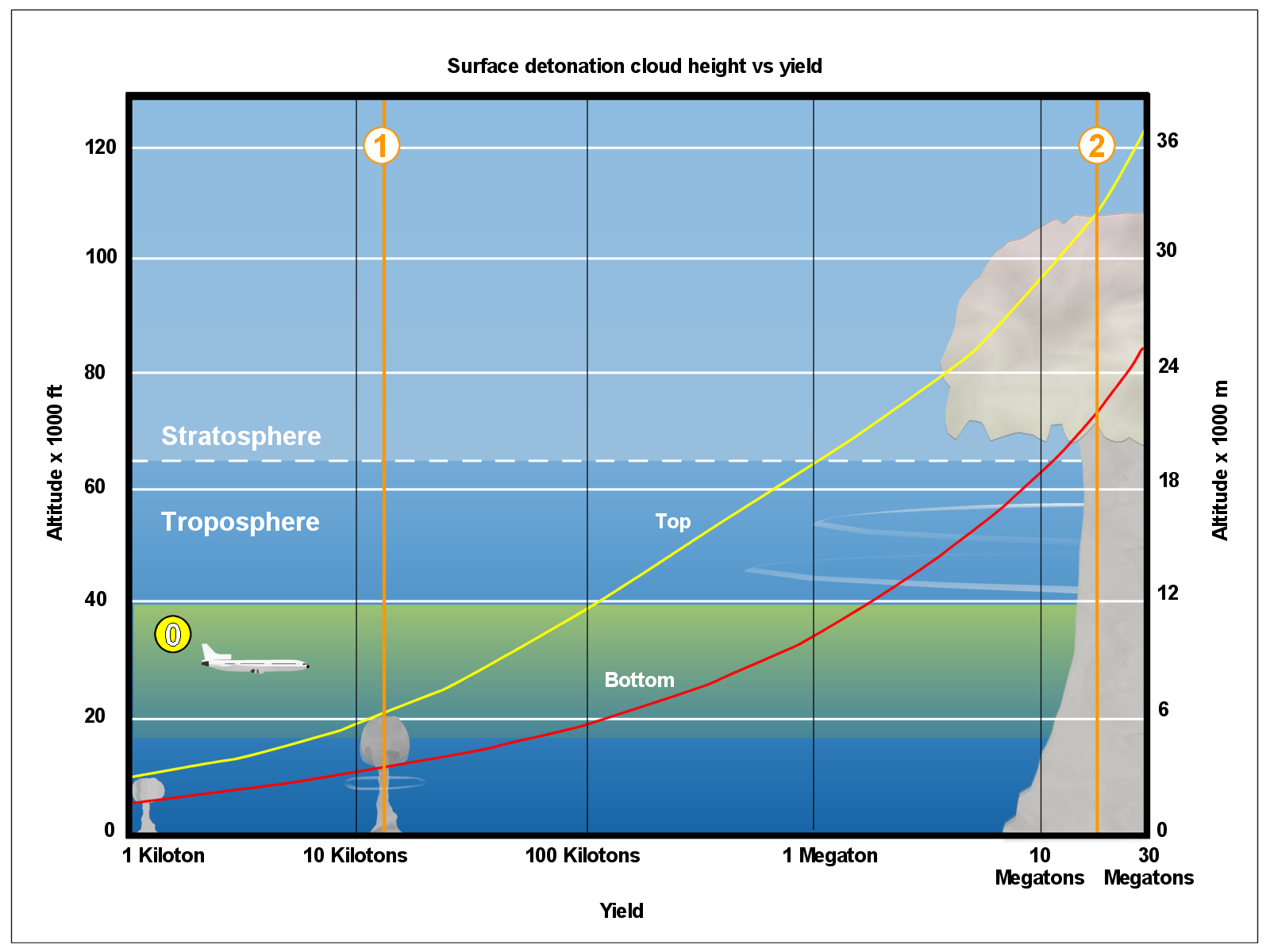
Высота газопылевого облака и конвективной колонны в зависимости от энергии взрыва в тротиловом эквиваленте

В случаях пиковой вулканической активности любого типа, в процессе которой происходит формирование конвективной колонны над местом извержения, могут применяться термины «субплинианское» и «плинианское» (например, Сент-Хеленс 1980 год). Таким способом классификация плинианских извержений используется в качестве эквивалента для приблизительной оценки энергетической мощности вулканического извержения.
По аналогии с обычными взрывами большой мощности, в случае вулканических взрывов высота конвективной колонны и высота облака вулканических продуктов целиком определяется количеством выделенного тепла. Параметры плинианских извержений примерно соответствуют взрывам с тепловой мощностью 1-15 мегатонн ТНТ. Если же считать, что для соответствия плинианскому извержению высота конвективной колонны должна быть 20 км, а пепловое облако должно располагаться выше 20 км, то минимальное количество выделенной энергии при таком взрывном извержении должно составлять приблизительно 15 мегатонн ТНТ.